# La Queue d'aronde
La Queue d'aronde - Série des catastrophes est la dernière huile sur toile de Salvador Dalí qu'il termina en mai 1983. Elle complète et termine la série « catastrophe » peinte par l'artiste autour de la théorie des catastrophes de René Thom.

## Contexte
Thom suggère qu'en quatre dimensions, il existe sept surfaces équilibrées, et donc, sept discontinuités possibles, nommée « catastrophes élémentaires » : le pilier ; la corne ; la queue d’aronde ; le papillon ; les ombilics elliptique, parabolique et hyperbolique. Celle qu'il a nommé « queue d'aronde » l'est en référence à une hirondelle, dont « aronde » est l'ancien nom.   

« La forme de la queue d'hirondelle de Dalí est directement prise des graphes homonymes de Thom en quatre dimensions, combinés avec un second graphe catastrophe, la courbe s nommée par Thom la corne. Le modèle de Thom est présenté aux côtés des élégantes courbes de violoncelles et des ouvertures en ƒ de l'instrument lesquels, surtout lorsqu'ils ne sont pas accompagnés des petits trous latéraux traditionnels, ont également une connotation du symbole du calcul de l'intégrale : {\displaystyle \int _{}^{}} »

— King, Elliott
Dans son discours de 1979, « Gala, Velázquez et la toison d'or » présenté à l'académie des beaux-arts de l'institut de France, Dalí décrivit la théorie des catastrophes de Thom comme la « théorie la plus belle et esthétique du monde ». Il y présenta également sa première et unique rencontre avec René Thom pendant laquelle le mathématicien affirma que Dalí étudiait les plaques tectoniques. Dalí le questionna en retour sur la Gare de Perpignan qu'il avait déclaré être, en 1960, le centre de l'univers. La réponse du savant fut qu'il « pouvait assurer que l'Espagne pivote précisément – pas dans la zone de – mais exactement là où se trouve l'actuelle gare de Perpignan ». 
Dalí fut enchanté par la réponse de Thom qui lui inspira Enlèvement topologique d'Europe – hommage à René Thom dont le coin inférieur gauche représente une équation liée de près à la queue-d'aronde : {\displaystyle V=x^{5}+ax^{3}+bx^{2}+cx}, une illustration du graphe et les termes « queue d'aronde ».  
La fracture sismique qui traverse l'Enlèvement topologique d'Europe  reparaît dans La Queue d'aronde au point précis où l'axe y de la queue coupe la courbe en S de la singularité en corne.